# Universidad de las Asambleas de Dios Suroccidentales
La Universidad de las Asambleas de Dios del Suroeste (Southwestern Assemblies of God University -SAGU- en idioma inglés) es una universidad privada cristiana ubicada en Waxahachie, Texas, EE. UU., cerca de Dallas y Fort Worth. está acreditada ante la Comisión de Universidades Sureña de Escuelas y Colegios siendo oficialmente aprobado por las Asambleas de Dios en los Estados Unidos La universidad ofrece distintas modalidades y carreras de pregrado de igual forma la Universidad de la Asambleas de Dios ofrece licenciaturas y maestrías en ciencias teológicas y Bíblicas que son dirigidas mayormente a Ministerios cristianos alrededor del País.

## Historia
La escuela tiene su origen en la fundación de la Escuela Bíblica del Sudoeste en 1927 en Enid, Oklahoma por el Reverendo P.C. Nelson. Se fusionó con South Central Bible Institute en Fort Worth en 1941, momento en el que se cambió el nombre a Southwestern Bible Institute. En 1943, el instituto se trasladó a sus instalaciones actuales en Waxahachie, Texas. En diciembre de 1994, se convirtió en universidad.